# URI/サージカル・ストライク
『URI/サージカル・ストライク』（ウリ/サージカル・ストライク、Uri: The Surgical Strike）は、2019年に公開されたインドのアクション映画。アディティヤ・ダールの監督デビュー作であり、ロニー・スクリューワーラーがプロデューサーを務め、ヴィッキー・コウシャル、パレーシュ・ラーワル、ヤミー・ガウタム、モーヒト・ライナー、キールティ・クルハーリーが主要キャストを務めた。2016年ウリ襲撃事件に対する報復作戦（2016年インド停戦ライン攻撃）を題材としている。
2019年1月11日に公開され、35億9730万ルピーの興行収入を記録した。映画は批評家から高い評価を受け、最も高い興行成績を収めたボリウッド映画の一つとなり、国家映画賞を始めとする複数の映画賞を受賞した。

## ストーリー
2015年6月、マニプル州チャンディルに駐屯していたインド陸軍の部隊がナガランド民族社会主義評議会の襲撃を受け、複数の死傷者を出した。インド政府は報復としてヴィハーン少佐、彼の義兄カラン少佐が率いるパラ・コマンドを派遣してテロリストたちを一掃する。作戦終了後、隊員たちはインド首相主催の公式夕食会に招待され、作戦の成功を賞賛される。指揮官のヴィハーンは重度のアルツハイマー病を患っている母スハーシニを介護するため早期退官を希望するが、首相に慰留される。
ヴィハーンは首相の配慮でニューデリーのインド統合参謀本部に転属となり、軍務に就きながら母の介護に携われるようになった。自宅には看護師のジャスミンが派遣され、ヴィハーンの姉ネーハーと共にスハーシニの介護に従事した。ヴィハーンは慣れない事務仕事に追われる中、対テロ作戦で殉職した陸軍将校を夫に持つ空軍中尉シーラトと出会い交流する。ある日、ジャスミンが目を離した間にスハーシニが行方不明になり、ヴィハーンは彼女を叱責して「彼女の所属機関」に母を探させるように命令する。その後、スハーシニは保護され自宅に送り届けられ、入れ違いにジャスミンが去っていく。彼女の正体はRAW局員であり、テロリストの報復からヴィハーンを守るため派遣されていた。
2016年9月18日、ジャンムー・カシミール州ウリのインド軍基地が4人のテロリストに襲撃され、19人の兵士が殺害される事件が発生した。その場でテロリストは射殺されたものの、対処に当たったカランが殉職し、ヴィハーンやネーハーは悲観に暮れる。首相は閣僚・軍幹部を招集して対応を協議し、国家安全保障顧問のゴーヴィンドはサージカル・ストライク（局所的拠点攻撃）を進言する。首相はゴーヴィンドの意見を採用し、作戦開始日を10日後の28日に決定した。戦友のサルタージ大尉から報復作戦の決行を知らされたヴィハーンは、参謀総長ラージャワト大将に作戦参加を直訴し、ラージャワトは彼を指揮官に任命してウダンプルの北部司令部に派遣する。北部司令官ガレワル中将と協議したヴィハーンは、かつて自分が率いた部隊と合わせて事件の犠牲になった隊員たちが所属していビハール連隊、ドグラ連隊の隊員を選抜して作戦部隊を組織する。
ゴーヴィンドはテロリストの拠点を特定するためインド宇宙研究機関、国防研究開発機構、RAWを動員する。彼は国防研究開発機構長官ブライアンと面会した際、鳥型ドローン「ガルーダ」を開発したインターンのイシャーンに出会い、「ガルーダ」を使いテロリストの拠点を特定する。統合参謀本部内でジャスミンと再会したヴィハーンは、彼女から「パラヴィ・シャルマ」という本名を聞かされる。2人は襲撃事件の協力者を尋問してテロリストの指導者の名前（イドリス、ジャバー）を聞き出し、シーラトをヘリコプターパイロットとして作戦に勧誘する。ゴーヴィンドは作戦を気取られないようにするため、パキスタンへの砲撃を実行し、作戦に使用する軍用ヘリコプターをパキスタン軍と同じ色に塗装させる。パキスタン内務大臣はインド軍の攻撃に対処するように指示するが、報復作戦の存在までは掴むことができなかった。
9月28日夜、ヴィハーンたちは部隊を4隊に分け出動し、自身も部隊を率いてMi-17に乗り込みパキスタン実効領域下のカシミールに向かう。同じころ、パキスタンに潜入したRAW局員が同国政府のザミール大臣から情報を聞き出し、パキスタン軍がAWAC、地対空ミサイルを配備していることが判明する。情報を知ったヴィハーンはヘリコプターでの潜入を断念し、テロリストが越境用に使用していた洞窟からパキスタン実効領域に潜入してテロリストの拠点を制圧する。襲撃事件の指導者イドリスとジャバーの殺害に成功したヴィハーンたちは、パキスタン・カシミール警察の到着と同時に脱出を図るが、パキスタン軍のMi-17に発見され攻撃を受ける。弾薬が尽きたヴィハーンたちは窮地に陥るが、シーラトのMi-17に援護され無事にインドに帰還する。他の3隊も拠点攻撃に成功し、作戦部隊は一人も欠けることなく全員帰還する。首相はヴィハーンやパラヴィ、シーラトたち作戦従事者を公式夕食会に招待して彼らを賞賛する。翌朝、インド軍の作戦決行を知ったザミール大臣が驚愕の声を挙げる中、「ジャイ・ハインド」の文字がクレジットされる。

## キャスト
- ヴィハーン・シン・シェールギル少佐 - ヴィッキー・コウシャル
- カラン・カシャップ少佐 - モーヒト・ライナー（英語版）
- ゴーヴィンド・バルドワジ国家安全保障顧問（英語版） - パレーシュ・ラーワル
- ジャスミン・アルメイダ/パラヴィ・シャルマRAW局員（英語版） - ヤミー・ガウタム
- シーラト・カウル中尉 - キールティ・クルハーリー
- インド首相 - ラジット・カプール（英語版）
- ブライアン・デソウザ国防研究開発機構長官（英語版） - アイヴァン・ロドリゲス（英語版）
- ラヴィンダル・アグニホトリ国防大臣 - ヨーゲーシュ・ソマン
- インド内務大臣 - ナヴテージ・フンダル（英語版）
- アルジュン・シン・ラージャワト参謀総長 - シシル・シャルマ（英語版）
- アジャイ・ガレワル北部司令官 - サティヤジート・シャルマ（英語版）
- サルタージ・シン・チャンドック大尉 - ダリヤ・カルワー
- ウダイ・シン・ラソッド特殊部隊長 - ラージヴィル・チャウハン
- ヴィクラム・ダバス特殊部隊長 - パダム・ボーラ
- K・S・ヴェンカテーシュ特殊部隊長 - アヌラーグ・ミシュラ
- イシャーン国防研究開発機構インターン - アーカーシュディープ・アローラ
- シャーヒド・カーンRAW局員 - ウッジワール・チョープラー（英語版）
- アースマRAW局員 - ルクサール・ラフマーン（英語版）
- ネーハー・シェールギル・カシャップ - マナシ・パレク（英語版）
- スハーシニ・シェールギル - スワループ・サンパト（英語版）
- スハーニ・カシャップ - ラヴィ・アローラ
- パキスタン内務大臣 - カマル・マリク
- ザミール大臣 - アニル・ジョージ
- パキスタン軍統合情報局上級局員 - ラケーシュ・ベーディー（英語版）
- イドリス・カーン - アブラール・ザフール（英語版）
- ジャバー・フィローズ - スニール・パルワル

## 製作

### 撮影

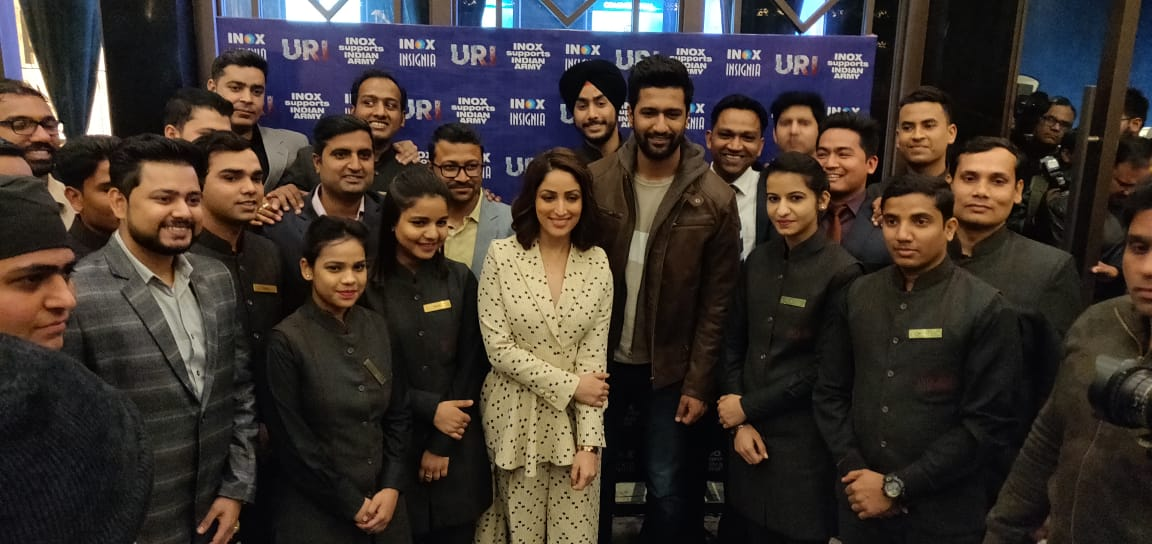
プロモーション・イベントに出席するヴィッキー・コウシャルとヤミー・ガウタム

2017年9月、報復作戦決行の1年後にロニー・スクリューワーラーによって製作が発表され、脚本家のアディティヤ・ダールが初監督を務めることになった。ロニーは映画の内容について、「事件発生から作戦決行までの11日間を描くことになる」と語っている。主要撮影は2018年6月から9月にかけて行われた。主演のヴィッキー・コウシャルは役作りのために5か月間様々なトレーニングを受け、体重を増量した。彼は1日4時間から5時間の軍事訓練、さらにムンバイのカフ・パレードにある海軍基地で射撃訓練を受け、アクションシーンの撮影中に腕を負傷している。彼は映画への出演を「物理的に最も挑戦的な映画だった」と語っている。
ヴィッキーたちは海軍基地の将校から武器・弾薬の使用方法を学んでいる。撮影は主にセルビアで行われ、いくつかのシーンはムンバイでも撮影された。セルビアでは管理ライン、軍事境界線、テロリストの拠点などのセットを作り撮影が行われた。ヤミー・ガウタムは役作りのために総合格闘技の訓練を受け、撮影プロセスを「疲れるが楽しいものです」と語っている。この他にパレーシュ・ラーワル、アイヴァン・ロドリゲス、モーヒト・ライナー、キールティ・クルハーリーが起用された。ロニーによると、映画には「実話に基づいた戦争、アクション、戦略の要素」が含まれている。

### 音楽
映画音楽の作曲・プロデュースはシャシュワト・サチデーヴが手掛けている。各楽曲はクマール、ラージ・シェーカル、アビルチ・チャンドが作詞している。
| #         | タイトル                    | 作詞               | 作曲・編曲 | 歌手                                                       | 時間 |
| --------- | --------------------------- | ------------------ | ---------- | ---------------------------------------------------------- | ---- |
| 1.        | 「Challa (Main Lad Jaana)」 | クマール           |            | ロミー、ヴィヴェーク・ハリハラン、シャシュワト・サチデーヴ | 3:27 |
| 2.        | 「Beh Chala」               | ラージ・シェーカル |            | ヤーセル・デサイ、シャシュワト・サチデーヴ                 | 5:24 |
| 3.        | 「Jigra」                   | クマール           |            | シッダールト・バスルール、シャシュワト・サチデーヴ         | 4:00 |
| 4.        | 「Manzar Hai Ye Naya」      | アビルチ・チャンド |            | シャンタヌ・スデーム、シャシュワト・サチデーヴ             | 4:03 |
| 5.        | 「Jagga Jiteya」            | クマール           |            | ダレル・メヘンディ、シャシュワト・サチデーヴ、ディー・M・C | 3:11 |
| 合計時間: | 合計時間:                   | 合計時間:          | 合計時間:  | 20:05                                                      |      |

## 公開
2018年9月27日、報復作戦決行2周年を翌日に控えた日に予告編が公開され、12月5日にオフィシャル・トレーラーが公開された。
2019年1月11日に映画が公開され、3月19日からはジー5でデジタル配信された。6月14日からはテルグ語吹替版が公開されている。また、海賊版対策として3.8キロバイトのフェイク映像をBitTorrent上で流したものの、公開1週間以内にタミル・ロッカーズから海賊版が違法アップロードされている。

## 評価

### 興行収入
公開週末の興行収入は3億5730万ルピーを記録し、公開第1週末には累計興行収入7億940万ルピーを記録している。最終的な興行収入は35億9730万ルピーを記録している。『URI/サージカル・ストライク』は2019年のボリウッド映画興行成績第4位にランクインしている。

### 批評

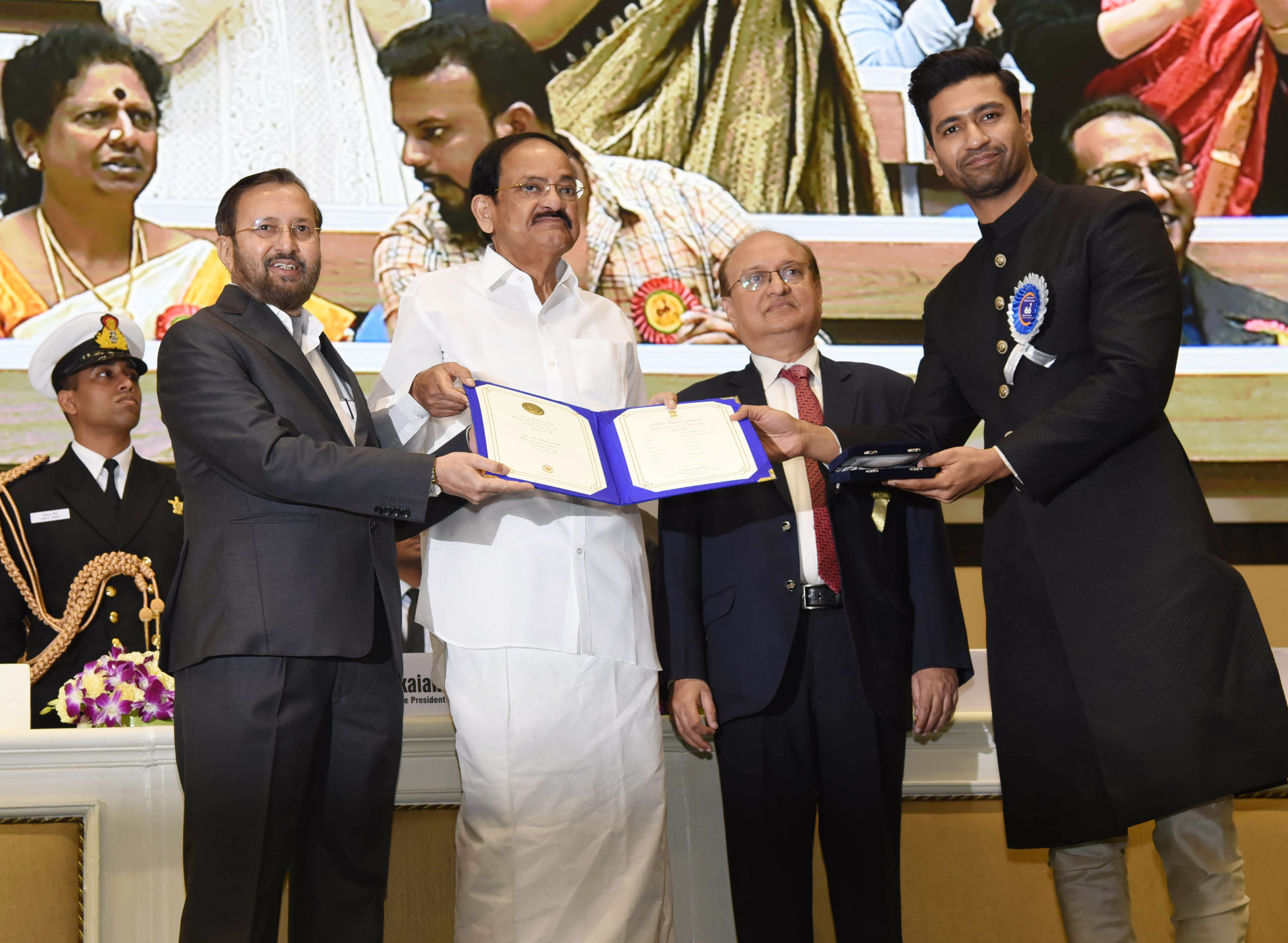
国家映画賞主演男優賞を受賞するヴィッキー・コウシャル（右端）

Rotten Tomatoesでは12件の批評が寄せられ支持率67%、平均評価6/12となっている。ザ・ヒンドゥーのナムラタ・ジョーシーは、「政治的に一方の立場にいて、明らかなワンサイド・ストーリーを描いていることを分かっていても、ダールの手腕を否定することは出来ない」と批評している。タイムズ・ナウ・ニュースのアマン・クラーナーは3/5の星を与え、撮影手法とVFX技術、ヴィッキー・コウシャルの演技を絶賛している。タラン・アダルシュは3.5/5の星を与え、「『URI/サージカル・ストライク』は"観るべき"映画の一つです……素晴らしい脚本に見事なアクションシーン、有能な監督アディティヤ・ダール……『URI/サージカル・ストライク』にはスリリングで心を鷲掴みにされるような愛国主義がある」と批評している。ヒンドゥスタン・タイムズのラジャ・センは2/5の星を与え、「この映画はJ・P・ダッタの製作映画ほど心を惹きつけるものではなかった」「つまらない映画かも知れないが、私たちの軍隊の優秀さを観客に示すシンプルなドラマを提供している」と批評している。

### 受賞・ノミネート
| 映画賞                             | 部門                       | 対象                                                           | 結果       | 出典          |
| ---------------------------------- | -------------------------- | -------------------------------------------------------------- | ---------- | ------------- |
| 第66回国家映画賞                   | 監督賞                     | アディティヤ・ダール                                           | 受賞       | [ 42 ] [ 43 ] |
| 第66回国家映画賞                   | 主演男優賞                 | ヴィッキー・コウシャル                                         | 受賞       | [ 42 ] [ 43 ] |
| 第66回国家映画賞                   | 音響賞                     | ビシュワディープ・D・チャテルジー                              | 受賞       | [ 42 ] [ 43 ] |
| 第66回国家映画賞                   | 音楽監督賞（背景音楽部門） | シャシュワト・サチデーヴ                                       | 受賞       | [ 42 ] [ 43 ] |
| 第26回スター・スクリーン・アワード | 主演男優賞                 | ヴィッキー・コウシャル                                         | ノミネート | [ 44 ]        |
| 第26回スター・スクリーン・アワード | 監督賞                     | アディティヤ・ダール                                           | ノミネート | [ 44 ]        |
| 第26回スター・スクリーン・アワード | 作品賞                     | URI/サージカル・ストライク                                     | ノミネート | [ 44 ]        |
| 第26回スター・スクリーン・アワード | 有望新人監督賞             | アディティヤ・ダール                                           | 受賞       | [ 44 ]        |
| 第26回スター・スクリーン・アワード | 音響賞                     | ビシュワディープ・D・チャテルジー                              | 受賞       | [ 44 ]        |
| 第65回フィルムフェア賞             | 主演男優賞                 | ヴィッキー・コウシャル                                         | ノミネート | [ 45 ] [ 46 ] |
| 第65回フィルムフェア賞             | 作曲賞                     | シャシュワト・サチデーヴ                                       | ノミネート | [ 45 ] [ 46 ] |
| 第65回フィルムフェア賞             | 撮影賞                     | ミテーシュ・ミルチャンダニ                                     | ノミネート | [ 45 ] [ 46 ] |
| 第65回フィルムフェア賞             | アクション賞               | シュテファン・リヒター                                         | ノミネート | [ 45 ] [ 46 ] |
| 第65回フィルムフェア賞             | 編集賞                     | シヴクマール・V・パニカル                                      | 受賞       | [ 45 ] [ 46 ] |
| 第65回フィルムフェア賞             | 美術賞                     | アディティヤ・カンワル                                         | ノミネート | [ 45 ] [ 46 ] |
| 第65回フィルムフェア賞             | 音響デザイン賞             | ビシュワディープ・D・チャテルジー ニハール・ランジャン・サマル | 受賞       | [ 45 ] [ 46 ] |
| 第65回フィルムフェア賞             | VFX賞                      | YRFスタジオ                                                    | ノミネート | [ 45 ] [ 46 ] |
| 第65回フィルムフェア賞             | 新人監督賞                 | アディティヤ・ダール                                           | 受賞       | [ 45 ] [ 46 ] |
| 第65回フィルムフェア賞             | R・D・ブルマン賞           | シャシュワト・サチデーヴ                                       | 受賞       | [ 45 ] [ 46 ] |
| 第21回国際インド映画アカデミー賞   | 作品賞                     | RSVPムービーズ                                                 | ノミネート |               |
| 第21回国際インド映画アカデミー賞   | 監督賞                     | アディティヤ・ダール                                           | 受賞       |               |
| 第21回国際インド映画アカデミー賞   | 原案賞                     | アディティヤ・ダール                                           | ノミネート |               |
| 第21回国際インド映画アカデミー賞   | 主演男優賞                 | ヴィッキー・コウシャル                                         | ノミネート |               |
| 第21回国際インド映画アカデミー賞   | 作曲賞                     | シャシュワト・サチデーヴ                                       | 受賞       |               |
| 第21回国際インド映画アカデミー賞   | 音響賞                     | ラヴィ・ソーニ                                                 | 受賞       |               |

## 反響
映画では主人公ヴィハーン少佐の「How's the Josh?」の問いかけに隊員たちが「High, Sir!」と返答するシーンが登場する。これはインド軍士官候補生が士気を高めるために行うやり取りであり、この台詞は映画公開後にソーシャルメディアで話題となった。台詞は様々な場面で引用されるようになり、映画局のインド国立映画博物館開館式典の演説冒頭でナレンドラ・モディが出席者に対して「How's the Josh?」と呼びかけている。また、クリケットインド代表がワン・デイ・インターナショナルに優勝した際に「How's the Josh?」「High, Sir!」の掛け声を挙げ、ムンバイ市警察はサイバーセキュリティに対する注意喚起のため「How's the Josh?」の台詞を引用している。